# 真蔵院 (草加市)
真蔵院（しんぞういん）は、埼玉県草加市にある真言宗智山派の寺院。

## 歴史
創建年代は不明であるが、武田氏の元家臣である吉沢氏が当地に定着し、一族の菩提寺として創建したものであることから、江戸時代初期には既に存在していたものと推測される。
1923年（大正12年）の関東大震災で山門が半壊する被害を受けた。現在は撤去されており、詳細は不明であるが、「薬医門」の形式であったと推測されている。

## 交通アクセス
- 草加駅より徒歩17分。